# Tipus 61
El Tipus 61 (Japonès: ろくいちしきせんしゃ Kanji: 61式戦車) va ser el tanc de batalla principal del Japó després del desarmament que els va imposar els EUA. Aquest tanc va ser desenvolupat i produït per les Forces Terrestres d'AutoDefensa del Japó i muntat per la branca de les indústries pesants de Mitsubishi. El desenvolupament d'un tanc propi va ser iniciat el 1954, ja que els tancs americans no satisfeien les necessitats de l'exèrcit japonès. Aquest desenvolupament va donar el seu fruit l'any 1961, any que es va desplegar el primer Tipus 61. Un total de 560 tancs Tipus 61 van ser produïts entre 1961 i 1975, quan van cancel·lar la producció.

## Naixement
La idea de fabricar un carro japonès propi va néixer durant el rearmament que van permetre els EUA al Japó l'any 1950, després de la total destrucció de qualsevol estructura militar que hi pogués haver per part dels americans després de la Segona Guerra Mundial. Els blindats que subministraven els Estats Units (Carros lleugers M24, Shermans i alguns M47 Patton) eren força moderns, tot i així no eren tecnologia punta, però no s'adequaven a les necessitats japoneses. Eren tancs massa pesats, massa grossos i sobrava espai a l'interior del tanc per l'estatura mitjana del soldat japonès.
Els requisits que buscaven fent el tanc van ser:
1. Per tal de brindar major mobilitat al tanc, i que aquests en un nombre petit puguin cobrir grans àrees per defensar, ha de ser transportable per tren.
2. A causa del requisit anterior el pes màxim està limitat al voltant de les 25t, tot i així el blindatge ha de ser el màxim de gruixut possible sense sobrepassar el límit.
3. El canó principal ha de ser de 90mm.

Així, el 1954 la direcció d'armament terrestre va començar a treballar amb el disseny del seu carro de combat propi, el primer des de la Segona Guerra Mundial. Pel 1957 ja tindrien enllestits 4 prototips, amb dos sistemes diferents per a provar: els ST-A1 (de transmissió automàtica i direcció hidràulica, completat el Desembre de 1956) i l'ST-A2 (completat el Febrer de 1957). A aquests dos models el va seguir dos ST-A3 i finalment deu ST-A4 (quasi idèntics al model final produït).
El tanc va ser denominat Tipus 61, el 61 prové de l'any de fabricació, i un any més tard, el 1962, les primeres unitats produïdes en sèrie sortien ja de la factoria de Maruko, de les indústries pesants Mitsubishi.

## Producció
La producció dels Tipus 61 va ser lenta. El 1962 es van produir solament 10 carros i el 1963 en van sumar 10 més. El 1964 se'n van entregar 20, 30 el 1965 igual que el 1966. A finals de la dècada dels 70 ja se n'havien entregat 250 i es calcula que la producció final va arribar a unes 560 unitats. Però finalment va ser substituït pel carro de combat Tipus 74, també muntat per Mitsubishi.
Prenent com a base el Tipus 61 es van desenvolupar algunes modificacions. Es va fer una variació per a convertir-lo en un vehicle de recuperació, denominat Tipus 70. També es va fer una variació per a la instrucció de conductors denominat Tipus 67 i un llançaponts amb la mateixa denominació.
Cap Tipus 61 va ser exportat i en l'actualitat només queden en servei els vehicles especialitzats, ja que tots els Tipus 61, en la seva versió com a carro de combat principal, van ser retirats del servei l'any 2000.

## Característiques
L'armament principal del Tipus 61 és un canó de 90 mm desenvolupat al Japó, d'escassa potència. El canó disposa d'un apagaflames amb forma de "T", com altres carros de l'època. L'armament secundari consta d'una metralladora coaxial Browning M1919A4 de 7,62 mm i una Browning M2 HB de 12,7 mm en la cúpula de l'oficial del tanc, que pot ser disparada sense haver-se d'exposar. El tirador té un telescopi de sis augments i d'un periscopi normal.
El cos del tanc és d'acer soldat i la torre és d'acer fos, per la seva forma recorda l'M47 nord-americà. Dins la torre el tirador i l'oficial se situen a la dreta, mentre que el carregador està a l'esquerre. Darrere de tot hi ha el motor i la transmissió. El motor és un Mitsubishi Tipus 12 HM 21, de dotze cilindres i capaç de donar 600 CV de potència. Està acoblat a una transmissió mecànica manual, de Mitsubishi també, amb cinc marxes endavant i cinc endarrere. A diferència dels carros blindats europeus i americans les rodes motriu de l'eruga estan situades a davant i no a darrere. Té sis rodes de rodatge i tres rodaments de suport a cada banda. La suspensió és per barres de torsió, reforçat amb amortidors hidràulics a les rodes 1, 2, 5 i 6 del rodament.
La disposició del telèmetre és diferent dels blindats occidentals, va juntament un periscopi de 7 augments, a la part del davant de la cúpula; en els carros occidentals és el tirador qui usa el telèmetre per poder introduir directament l'alça corresponent. En un principi no disposava de sistema de tir nocturn però posteriorment alguns es van equipar amb un sistema infraroig. No disposa de protecció NBQ ni de sistema de gual.
El Tipus 61 va ser la primera prova d'un carro de combat propi després del desarmament a la Segona Guerra Mundial, va suposar un gran èxit el fet d'involucrar tota la indústria nipona per a fer un carro totalment japonès, que tot i que va estar molt influenciat per l'M47 americà tenia característiques pròpies interessants.

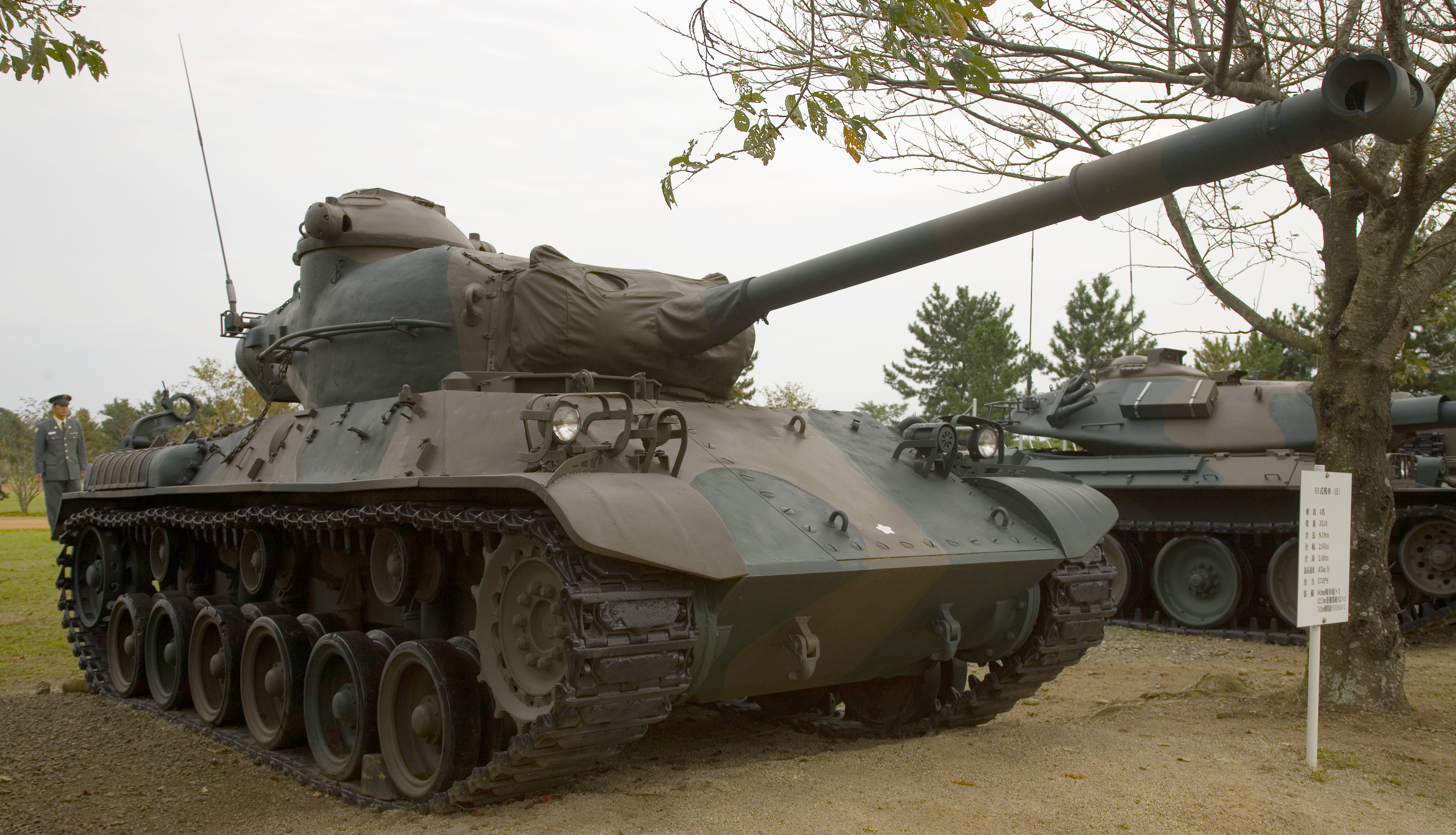
Un tanc Tipus 61 en exhibició a l'Escola d'Artilleria de les FTADJ a Tsuchiura, prefectura d'Ibaraki, Japó.

## Variants
- Type 67 AVLB (Vehicle llençaponts blindat) (67式戦車橋)
- Type 70 ARV (Vehicle de recuperació) (70式戦車回収車)